# Villaba

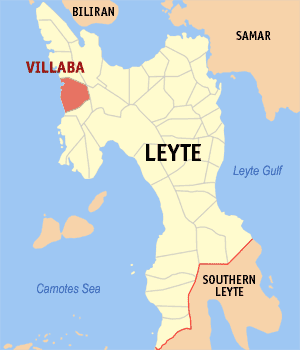
Bản đồ Leyte với vị trí của Villaba

Villaba là một đô thị hạng 4 ở tỉnh Leyte, Philippines. Theo điều tra dân số năm 2000 của Philipin, đô thị này có dân số 36.042 người trong 7.787 hộ.

## Các đơn vị hành chính
Villaba được chia ra 35 barangay.
| - Abijao - Balite - Bugabuga - Cabungahan - Cabunga-an - Cagnocot - Cahigan - Calbugos - Camporog - Capinyahan - Casili-on - Catagbacan | - Fatima - Hibulangan - Hinabuyan - Iligay - Jalas - Jordan - Libagong - New Balanac - Payao - Poblacion Norte - Poblacion Sur - Sambulawan | - San Francisco - Silad - Sulpa - Tabunok - Tagbubunga - Tinghub - Bangkal - Canquiason - San Vicente - Santa Cruz - Suba |